# ウィリアム・P・マーフィ
ウィリアム・パリー・マーフィ（William Parry Murphy、1892年2月6日 - 1987年10月9日）はウィスコンシン州ストートン生まれのアメリカ人の内科医。大球性貧血の治療法の考案により、ジョージ・H・ウィップル、ジョージ・リチャーズ・マイノットとともに1934年度のノーベル生理学・医学賞を受賞した。
1924年、マーフィーは犬を貧血の状態にし、様々な物を与えて改善効果を測定した。そして彼は、レバーを大量に与えると貧血の症状が改善されることを発見した。ウィップルとマイノットは治癒を起こした物質としてビタミンB12を単離した。
マーフィーは1919年9月10日にパール・ハリエット・アダムスと結婚し、医師の長男ウィリアム・P・マーフィ・ジュニアと長女プリシラ・アダムスを授かった。